# Cầu mây tại Đại hội Thể thao Đông Nam Á 2021
Cầu mây là một trong những môn thể thao được tranh tài tại Đại hội Thể thao Đông Nam Á 2021 ở Việt Nam. Môn Cầu Mây tại SEA Games 31 diễn ra từ ngày 13/5 tới ngày 21/5 tại Nhà thi đấu Hoàng Mai.

## Nội dung thi đấu
Có tổng cộng 8 nội dung Cầu mây ở SEA Games 31, gồm đồng đội 3 người, đội tuyển 3 người, đồng đội 4 người và đội tuyển 2 người. Tất cả các nội dung kể trên đều có ở cả nam và nữ.

## Chương trình thi đấu
| Ngày  | Giờ                               | Nội dung                                |
| ----- | --------------------------------- | --------------------------------------- |
| 12/05 | 18:00                             | Khai mạc                                |
| 13/05 | 09:00                             | Thi đấu Đồng đội ba nam, nữ             |
| 13/05 | 13:00                             | Thi đấu Đồng đội ba nam, nữ             |
| 14/05 | 09:00                             | Thi đấu Đồng đội ba nam, nữ             |
| 14/05 | 13:00                             | Thi đấu Đồng đội ba nam, nữ             |
| 15/05 | 09:00                             | Thi đấu Đồng đội ba nam, nữ             |
| 15/05 | 13:00                             | Thi đấu Chung Kết Đồng đội ba nam, nữ   |
| 15/05 | 17:00                             | Trao thưởng Đồng đội ba nam, nữ         |
| 16/05 | 09:00                             | Thi đấu Đội tuyển ba nam, nữ            |
| 16/05 | Thi đấu Đội tuyển ba nam, nữ      |                                         |
| 17/05 | 09:00                             | Thi đấu Đội tuyển ba nam, nữ            |
| 17/05 | 13:00                             | Thi đấu Chung Kết Đội tuyển ba nam, nữ  |
| 17/05 | 17:00                             | Trao thưởng Đội tuyển ba nam, nữ        |
| 18/05 | 09:00                             | Thi đấu Đội tuyển đôi nam, nữ           |
| 18/05 | 13:00                             | Thi đấu Đội tuyển đôi nam, nữ           |
| 19/05 | 09:00                             | Thi đấu Đội tuyển đôi nam, nữ           |
| 19/05 | 13:00                             | Thi đấu Chung Kết Đội tuyển đôi nam, nữ |
| 19/05 | 17:00                             | Trao thưởng Đội tuyển đôi nam, nữ       |
| 20/05 | 09:00                             | Thi đấu Đội tuyển bốn nam, nữ           |
| 20/05 | 13:00                             | Thi đấu Đội tuyển bốn nam, nữ           |
| 21/05 | 09:00                             | Thi đấu Đội tuyển bốn nam, nữ           |
| 21/05 | 13:00                             | Thi đấu Chung Kết Đội tuyển bốn nam, nữ |
| 21/05 | Trao thưởng Đội tuyển bốn nam, nữ |                                         |

## Cách tính điểm, thể thức
Nếu có hoặc ít hơn 05 đội sẽ thi đấu theo thể thức vòng tròn tính điểm chọn đội hạng nhất, nhì, ba, tư (Không thi đấu trận chung kết).
Nếu có 06 đội trở lên, các đội sẽ thi đấu theo thể thức chia 02 bảng, chọn nhất nhì đấu bán kết.
Cách tính điểm: đội thắng 2 điểm, đội thua 0 điểm. Đội nhất bảng là đội dành được nhiều điểm nhất sau tất cả các trận đấu. Nếu có 2 đội bằng điểm nhau, đội thắng trận đối đầu xếp hạng trên. Nếu có nhiều hơn 2 đội bằng điểm nhau, hiệu số hiệp thắng và hiệu số điểm thắng được tính tới.

## Bảng huy chương
| Hạng               | Đoàn               | Vàng | Bạc | Đồng | Tổng số |
| ------------------ | ------------------ | ---- | --- | ---- | ------- |
| 1                  | Thái Lan           | 6    | 0   | 0    | 6       |
| 2                  | Indonesia          | 1    | 1   | 1    | 3       |
| 3                  | Myanmar            | 1    | 0   | 3    | 4       |
| 4                  | Việt Nam           | 0    | 3   | 3    | 6       |
| 5                  | Malaysia           | 0    | 3   | 2    | 5       |
| 6                  | Lào                | 0    | 1   | 1    | 2       |
| 7                  | Philippines        | 0    | 0   | 2    | 2       |
| Tổng số (7 đơn vị) | Tổng số (7 đơn vị) | 8    | 8   | 12   | 28      |

## Danh sách huy chương

### Nam
| Nội dung  | Vàng | Bạc | Đồng |
| --------- | --- | --- | --- |
| Team Regu | Thái Lan · Anueat Chaichana · Jirasak Pakbuangoen · Phutawan Sopa · Pattarapong Yupadee · Yodsawat Uthaijaronsri · Wichan Temkort · Siriwat Sakha · Sittipong Khamchan · Kritsanapong Nontakote · Pornchai Kaokaew · Pornthep Thinbangbon · Rachan Wiphan | Malaysia · Zuhri Zain · Zarif Marican Ibrahim Marican · Aidil Aiman Azwawi · Afifuddin Razali · Faisal Fuad · Norfaizzul Abd Razak · Noraizat Nordin · Haziq Hairul Nizam · Redwan Hakim · Zulhasni Basri · Eqbal Shamsudin · Asyraaf Hadi | Việt Nam · Nguyễn Tiến Công · Lê Anh Tuấn · Nguyễn Huy Quyền · Ngô Thành Long · Huỳnh Ngọc Sang · Vương Minh Châu · Đỗ Mạnh Tuấn · Nguyễn Hoàng Lân · Đầu Văn Hoàng |
| Regu      | Thái Lan · Phutawan Sopa · Pattarapong Yupadee · Siriwat Sakha · Sittipong Khamchan · Pornchai Kaokaew | Malaysia · Zarif Marican Ibrahim Marican · Faisal Fuad · Afifuddin Razali · Noraizat Nordin · Norfaizzul Abd Razak | Philippines · Mark Joseph Gonzales · Rheyjey Ortouste · Ronsted Gabayeron · John Bobier · Jason Huerte                                                              |
| Regu      | Thái Lan · Phutawan Sopa · Pattarapong Yupadee · Siriwat Sakha · Sittipong Khamchan · Pornchai Kaokaew | Malaysia · Zarif Marican Ibrahim Marican · Faisal Fuad · Afifuddin Razali · Noraizat Nordin · Norfaizzul Abd Razak | Indonesia · Muhammad Hardiansyah Muliang · Saiful Rijal · Abdul Halim Radjiu                                                                                        |
| Double    | Indonesia · Muhammad Hardiansyah Muliang · Saiful Rijal · Jelki Ladada | Malaysia · Afifuddin Razali · Noraizat Nordin · Aidil Aiman Azwawi | Philippines · Jason Huerte · Rheyjey Ortouste · Mark Joseph Gonzales                                                                                                |
| Double    | Indonesia · Muhammad Hardiansyah Muliang · Saiful Rijal · Jelki Ladada | Malaysia · Afifuddin Razali · Noraizat Nordin · Aidil Aiman Azwawi | Myanmar · Wai Lin Aung · Kyaw Zin Latt |
| Quard     | Thái Lan · Phutawan Sopa · Rachan Viphan · Kritsanapong Nontakote · Pornthep Tinbuaban | Indonesia · Muhammad Hardiansyah Muliang · Saiful Rijal · Andi Try Sandi Saputra · Abdul Halim Radjiu | Việt Nam · Nguyễn Văn Lý · Đỗ Mạnh Tuấn · Nguyễn Hoàng Lân · Đầu Văn Hoàng                                                                                          |
| Quard     | Thái Lan · Phutawan Sopa · Rachan Viphan · Kritsanapong Nontakote · Pornthep Tinbuaban | Indonesia · Muhammad Hardiansyah Muliang · Saiful Rijal · Andi Try Sandi Saputra · Abdul Halim Radjiu | Myanmar · Wai Lin Aung · Thant Zin Oo · Aung Thu Min · Kyaw Zin Latt                                                                                                |

### Nữ
| Nội dung  | Vàng | Bạc | Đồng |
| --------- | --- | --- | --- |
| Team Regu | Thái Lan · Masaya Duangsri · Somruedee Pruepruk · Wiphada Chitphuan · Thitima Mahakusol · Athikan Kongkaew · Nisa Thanaattawut · Fueangfa Praphatsarang · Kaewjai Pumsawangkaew · Sirinan Khiaopak | Việt Nam · Dương Thị Xuyến · Trần Thị Hồng Nhung · Nguyễn Thị Mỹ · Giáp Thị Hiền · Nguyễn Thị Phương Trinh · Nguyễn Thị Yên · Nguyễn Thị Thu Trang · Vũ Thị Vân Anh · Lê Thị Tú Trinh | Malaysia · Siti Nor Zubaidah Che Abd Wahab · Siti Nor Suhaida Jafri · Nur Fatihah Azizul · Nur Natasha Amira Fazil · Nor Azira Suhaimi · Razman Anam · Nadillatul Rosmahani Saidin · Nurul Izzatul Hikmah Md Zulkifli · Kamisah Khamis · Nur Fateha Rossli · Nur Asmida Rambli · Siti Farisha Ismi Hissan |
| Regu      | Thái Lan · Masaya Duangsri · Athikan Kongkaew · Fueangfa Praphatsarang | Việt Nam · Trần Thị Thu Hoài · Trần Thị Hồng Nhung · Nguyễn Thị Thu Trang | Malaysia · Siti Nor Zubaidah Che Abd Wahab · Razman Anam · Kamisah Khamis |
| Double    | Myanmar · Phyu Phyu Than · Khin Hnin Wai | Lào · Norkham Vongxay · Koy Xayavong | Việt Nam · Dương Thị Xuyến · Nguyễn Thị Mỹ |
| Quard     | Thái Lan · Masaya Duangsri · Somruedee Pruepruk · Wiphada Chitphuan · Sasiwimol Janthasit | Việt Nam · Dương Thị Xuyến · Nguyễn Thị Mỹ · Nguyễn Thị Ngọc Huyền · Trần Thị Ngọc Yên                                                                                                | Myanmar · Ya Mong Zin · Nant Yin Yin Myint · Phyu Phyu Than · Khin Hnin Wai |
| Quard     | Thái Lan · Masaya Duangsri · Somruedee Pruepruk · Wiphada Chitphuan · Sasiwimol Janthasit | Việt Nam · Dương Thị Xuyến · Nguyễn Thị Mỹ · Nguyễn Thị Ngọc Huyền · Trần Thị Ngọc Yên                                                                                                | Lào · Norkham Vongxay · Koy Xayavong · Nouandam Volabouth · Sonsavan Keosouliya |